# Sira Rego
Sira Abed Rego (nascido em 20 de novembro de 1973) é uma política espanhola filiada à Esquerda Unida (IU), eleita membro do Parlamento Europeu em 2019. Nessa qualidade, ela foi indicada como candidata da Esquerda Unitária Europeia-Esquerda Verde Nórdica para Presidente do Parlamento Europeu, ficando em quarto lugar na eleição realizada em 3 de julho de 2019.
Em 21 de novembro de 2023, foi nomeada Ministra do Governo de Espanha, com a tutela do ministério da Juventude e Infância.

Na sequência do ataque do Hamas a Israel em 7 de outubro de 2023, Rego publicou uma postagem a favor do "direito de resistir" palestino.